# Pedro Firman Neto
Pedro Firman Neto (Mallet, 15 de setembro de 1913 - ?) foi um advogado e político brasileiro.

## Biografia
Nascido em Dorizon, município de Mallet, era filho de Antônio Firman e de Miguelina Firman. Formou-se em 1938 na Faculdade de Direito do Paraná. Foi casado em primeiras núpcias com Jurê Pompeu, com quem  teve um filho. Ficou viúvo e casou-se em segundas núpcias com Vanda Maria Bittencourt, com quem também teve um filho.
Foi promotor público em Reserva e também nas comarcas de Mallet, Guarapuava, Apucarana e Curitiba. Foi delegado de polícia em Ponta Grossa, delegado auxiliar em Curitiba, chefe de gabinete da Secretaria do Interior, Justiça e Segurança Pública, e diretor do Departamento das Municipalidades. Durante a Segunda Guerra Mundial comandou a Comissão Estadual de Racionamento de Combustíveis e participou ainda da Comissão de Serviço Público.
Nas eleições de janeiro de 1947 elegeu-se deputado estadual pelo Partido Social Democrático (PSD). Licenciado do mandato, assumiu a Secretaria de Agricultura no governo de Moisés Lupion (1947-1951). Nas eleições de outubro de 1950 elegeu-se deputado federal. Foi reeleito em outubro de 1954, permaneceu na Câmara até janeiro de 1959.
Em 1960 foi nomeado pelo presidente Juscelino Kubitschek presidente do Instituto Nacional do Mate.